# San Pedro de Ycuamandiyú
San Pedro de Ycuamandiyú (guaraní: Ykuamandyju) és una localitat del centre del Paraguai, capital del departament de San Pedro. Es troba a 330 km d'Asunción.

## Població
Segons les dades del cens del 2002, la ciutat tenia una població urbana de 7.927 habitants (29.097 al districte).

## Història
La fundació de San Pedro de Ycuamandiyú data del 16 de març de 1786, obra del coronel Pedro Gracia Lacoisqueta sota les ordres del llavors governador del Paraguai Pedro Melo de Portugal, en un intent de reprendre la possessió de les terres al nord del riu Salado, sota domini dels portuguesos i dels indis Mbayá. Fins a l'acabament de la guerra de la Triple Aliança la ciutat va ser atacada per les tropes brasileres.

### Edificis històrics
La Catedral de Sant Pere Apòstol va ser construïda el 1854 i conté una figura de l'apòstol al seu interior.